# Katz–Langs ändlighetssats
Inom talteori är Katz–Langs ändlighetssats, bevisad av Katz och  Lang (1981), ett resultat som säger att om X är ett slätt geometriskt sammanhängande schema av ändlig typ över en kropp K som är ändligt genererat över sin primkropp, och Ker(X/K) är nollrummet av funktionerna mellan deras abeliserade fundamentalgrupper, då är Ker(X/K) ändlig om K har karakteristik 0, och delen av nollrummet relativt primt till p är ändligt om K har karakteristik p > 0.